# Sørøya
Sørøya, sámsky Sállan, je norský ostrov na západě kraje Finnmark. Sørøya je svou rozlohou 811,4 km² čtvrtým největším ostrovem Norska, nepočítaje Špicberky. Nejvyšším bodem ostrova je Komagaksla s 659 metry nad mořem.
Území ostrova je rozděleno mezi dvě obce – Hasvik a Hammerfest.
Z letiště v Hasviku je pravidelné spojení do Tromsø a Hammerfestu, na ostrov se lze spolu s autem dopravit po dvouhodinové plavbě z Øksfjordu trajektem.

## Druhá světová válka
Dne 15. února 1945 bylo 525 norských občanů evakuováno z ostrova za pomoci čtyř torpédoborců Royal Navy. Byli převezeni přes Murmansk v Sovětském svazu do Skotska. Záchranná operace nesla název Operation Open Door.[zdroj?]